# Chlum (Pšov)
Chlum  (deutsch Klum) ist ein Ortsteil der Gemeinde Pšov in Tschechien. Er liegt vier Kilometer nördlich von Manětín und gehört zum Okres Karlovy Vary.

## Geographie
Chlum befindet sich im Tepler Hochland am nördlichen Abhang des Bergrückens Chlumská hora (Chlumberg, 650 m). Nördlich liegt der Červený vrch (494 m) und östlich die Homolky (Homolkaberg, 487 m).
Nachbarorte sind Novosedly und Víska im Norden, Stvolny im Nordosten, Kotaneč und Hrádek im Osten, Brdo, Vuršův Mlýn und Manětín im Südosten, Újezd, Holubův Mlýn und Lešovice im Süden, Mezí und Zhořec im Südwesten, Luková und Domašín im Westen sowie Pšov im Nordwesten.

## Geschichte
Die erste schriftliche Erwähnung des Dorfes Novosedlky stammt aus dem Jahre 1115. Im 14. Jahrhundert entstand die Pfarrkirche St. Ägidius, die im 16. Jahrhundert zu einer Filialkirche von Štědrá herabgestuft wurde.
1850 entstand die politische Gemeinde Klum/Chlum im Bezirk Luditz. Im Jahre 1890 bestand Modschiedl aus 60 Häusern und hatte 351 deutschsprachige Einwohner. 1930 hatte das Dorf 295 Einwohner. Nach dem Münchner Abkommen wurde Klum 1938 dem Deutschen Reich zugeschlagen und bis 1945 gehörte das Dorf zum Landkreis Luditz. 1939 hatte Klum 265 Einwohner. Nach dem Ende des Krieges kam Chlum zur Tschechoslowakei zurück und wurde 1949 in den Okres Toužim eingeordnet. Am 1. Jänner 1961 erfolgte die Eingemeindung nach Novosedly und gleichzeitig die Zuordnung in den Okres Karlovy Vary. 1979 wurde Chlum zusammen mit Novosedly nach Pšov eingemeindet. 1991 lebten in Chlum 44 Menschen. Im Jahre 2001 bestand das Dorf aus 24 Häusern und hatte 36 Einwohner.

## Sehenswürdigkeiten
- Kirche St. Ägidius, das aus dem 14. Jahrhundert stammende Bauwerk wurde später barockisiert
- Naturreservat Chlumská hora